# Giovanni Risatti
Giovanni Risatti (Ledro, 1º dicembre 1942 – Ledro, 9 settembre 2003) è stato un vescovo cattolico e missionario italiano.

## Biografia
Giovanni Risatti nacque a Molina di Ledro il 1º dicembre 1942.

### Formazione e ministero sacerdotale
Il 22 dicembre 1967 emise la professione solenne nel Pontificio istituto missioni estere.
Il 23 giugno 1968 fu ordinato presbitero. Nel 1972 fu inviato come missionario in Brasile. Ricoprì vari ruoli nella prelatura e poi diocesi di Parintins, tra cui quelli di insegnante di religione nelle scuole medie superiori del Collegio "Nostra Signora del Carmelo", rettore del seminario "Giovanni XXIII", coordinatore del consiglio pastorale e vicario generale.

### Ministero episcopale
Il 10 dicembre 1987 papa Giovanni Paolo II lo nominò vescovo coadiutore di Parintins. Ricevette l'ordinazione episcopale il 21 febbraio successivo a Parintins dall'arcivescovo Carlo Furno, nunzio apostolico in Brasile, co-consacranti il vescovo di Parintins Arcângelo Cerqua e l'arcivescovo metropolita di Manaus Clóvis Frainer. Il 15 luglio 1989 succedette alla medesima sede.
Il 20 gennaio 1993 lo stesso papa Giovanni Paolo II lo nominò vescovo di Macapá.
Morì a Molina di Ledro il 9 settembre 2003 all'età di 60 anni per un improvviso e grave infarto. È sepolto nel cimitero di Molina di Ledro.

## Genealogia episcopale
La genealogia episcopale è:
- Cardinale Scipione Rebiba
- Cardinale Giulio Antonio Santori
- Cardinale Girolamo Bernerio, O.P.
- Arcivescovo Galeazzo Sanvitale
- Cardinale Ludovico Ludovisi
- Cardinale Luigi Caetani
- Cardinale Ulderico Carpegna
- Cardinale Paluzzo Paluzzi Altieri degli Albertoni
- Papa Benedetto XIII
- Papa Benedetto XIV
- Papa Clemente XIII
- Cardinale Marcantonio Colonna
- Cardinale Giacinto Sigismondo Gerdil, B.
- Cardinale Giulio Maria della Somaglia
- Cardinale Carlo Odescalchi, S.I.
- Cardinale Costantino Patrizi Naro
- Cardinale Lucido Maria Parocchi
- Papa Pio X
- Papa Benedetto XV
- Papa Pio XII
- Cardinale Eugène Tisserant
- Cardinale Paolo Bertoli
- Cardinale Carlo Furno
- Vescovo Giovanni Risatti, P.I.M.E.